# 시뇨리 광장 (베로나)

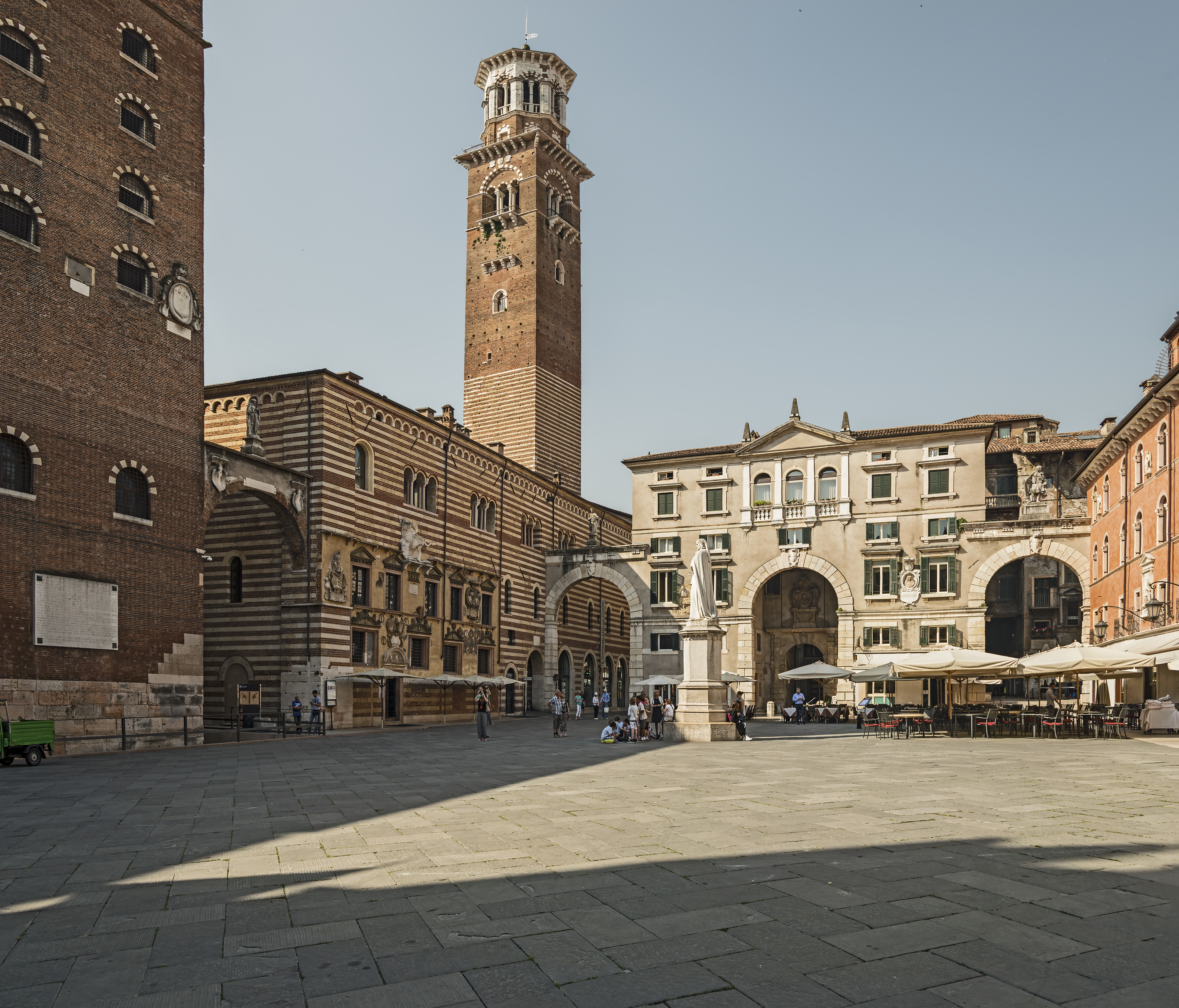
시뇨리 광장

시뇨리 광장(이탈리아어: Piazza dei Signori 피아차 데이 시뇨리[*])은 이탈리아 베네토주 베로나에 있는 광장이다.
광장의 중앙에는 시인 단테 알리기에리의 동상이 서있다. 이 동상은 단테 탄생 600년을 기념하여 1865년 5월 14일에 준공된 것이다.